# Nocciano
Nocciano ist eine italienische Gemeinde mit 1692 Einwohnern in der Provinz Pescara in der Region Abruzzen.
Die Nachbargemeinden sind: Alanno, Catignano, Cugnoli, Pianella und Rosciano.

## Geschichte
In der Gemeinde wurden Gegenstände aus vorrömischen und römischen Zeiten gefunden. Ausgrabungen in der Umgebung des Dorfes haben mehrere Ruinen römischer Gebäude und viele antike Gegenstände wie Waffen, Gläser und Särge freigelegt. Aufgetaucht sind auch Reste einer römischen Villa mit Mosaiken, dessen Ursprünge eine alte römische Stadt namens Follonica war.

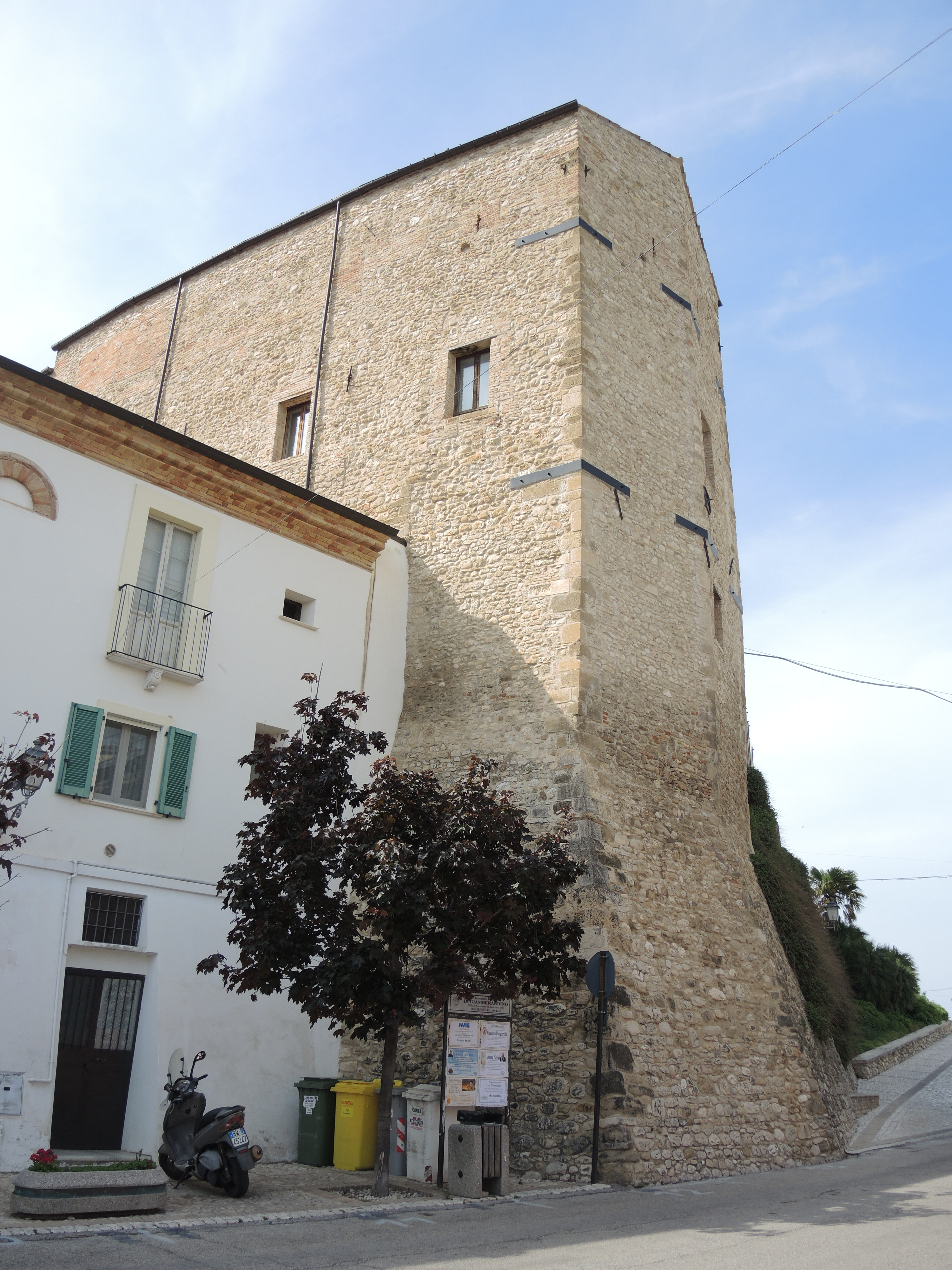
Castello De Sterlich-Aliprandi

Etwa um das Jahr 1000 entstand in der Gegend ein Wachturm, der noch heute sichtbar ist. Im 12. Jahrhundert wurde die Burg mit dem Bau von zwei Flügeln, auf der rechten Seite und auf der linken Seite des Turms erweitert. Im Jahr 1670 nahm Antonio Aliprandi, der einer alten Adelsfamilie angehörte, das Lehen Nocciano in seinen Besitz.

## Sehenswürdigkeiten
In der Gemeinde entstanden in den vorigen Jahrhunderten mehrere Kirchen: la Chiesa di S. Lorenzo Diacono e Martire, la Chiesa di Sant’Antonio da Padova, la Chiesa della Madonna delle Grazie, la Chiesa di S. Rocco, la Chiesetta di San Vittorino, la Chiesa di San Biagio und la Chiesa Madonna del Piano.

## Weinbau
In der Gemeinde werden Reben der Sorte Montepulciano für den DOC-Wein Montepulciano d’Abruzzo angebaut.